# Terrorisme en 1950

## Événements

### Mars
- 17 mars: Massacre de Ma'aleh Aqrabbim, onze morts et trois blessés.

### Avril
- 4 avril: Attentat de l’école n° 20 de Gîsca, un enseignant fait exploser une bombe dans une salle de classe, 24 personnes dont l'auteur perdront la vie.